# 12993 Luisafernanda
12993 Luisafernanda è un asteroide della fascia principale. Scoperto nel 1981, presenta un'orbita caratterizzata da un semiasse maggiore pari a 2,8982662 au e da un'eccentricità di 0,0405625, inclinata di 12,50399° rispetto all'eclittica. Ha un diametro di 6,145 km,